# انستی، واریک‌شر
انستی، واریک‌شر (به انگلیسی: Ansty, Warwickshire) یک روستا و محله مدنی در بریتانیا است که در راگبی واقع شده‌است. انستی ۳۲۴ نفر جمعیت دارد.